# Taponnat-Fleurignac
Taponnat-Fleurignac é uma comuna francesa na região administrativa da Nova Aquitânia, no departamento de Charente. Estende-se por uma área de 21,49 km². Em 2010 a comuna tinha 1 513 habitantes (densidade: 70,4 hab./km²).